# Raster van Hermann

Voorbeeld van een Hermannraster

Het raster van Hermann is een illusie die ontstaat door een verschijnsel van onze hersenen dat 'laterale inhibitie' wordt genoemd.
Laterale inhibitie wil zeggen dat, als een zenuwcel (in de hersenen) geactiveerd wordt (vuurt) dit leidt tot de onderdrukking (of inhibitie) van de zenuwcel die ernaast ligt.  Dit verschijnsel helpt ons om twee prikkels van elkaar te onderscheiden, zoals wanneer je zwarte letters leest op een wit blad. De zwarte letters zullen de cel doen vuren, en de hersenen zorgen ervoor dat wat ernaast ligt zeker wordt gepercipieerd als 'niet zwart'.
De witte lijnen in het raster van Hermann doen hetzelfde. De kruispunten, waar de witte lijnen elkaar kruisen, worden allemaal omgeven door vier witte lijnen, dus ze worden sterk geïnhibeerd. Waar het eigenlijk wit is, lijkt het een zwarte stip want onze hersenen zeggen 'dit is niet wit'.
Laterale inhibitie is een fenomeen dat zich voordoet op de plaats waar men zich niet op concentreert, dus enkel in de ooghoeken. Als je je focust op een kruispunt zal je zien dat het gewoon wit is, zoals in de realiteit.